# Penthouse 5-0
Penthouse 5-0 est une série télévisée québécoise en 13 épisodes de 23 minutes créée par Richard Blaimert et diffusée entre le 10 janvier 2011 et le 4 avril 2011 à la télévision de Radio-Canada.

## Synopsis
Avec l'âge croît la sagesse comme dit l'adage. Cependant Penthouse 5-0 nous démontre que ce n'est pas nécessairement toujours le cas. La série nous entraîne dans la vie trépidante de deux amies de toujours : Louise Nantel et Estelle Polliquin qui partagent un Penthouse, leurs histoires et émotions.

## Distribution
- Élise Guilbault : Estelle Poliquin
- Isabelle Vincent : Louise Nantel
- Brigitte Paquette : Diane Marois
- Serge Postigo : Patrick Perreault
- Jean-François Nadeau : François-Olivier
- Marie-Laurence Moreau : Marie-Soleil
- Carl Marotte : Pierre Bourassa
- Bianca Gervais : Mahée
- Pierre Gendron : André
- Cynthia Wu-Maheux : Geneviève
- Brigitte St-Aubin : Camille
- Sophie Faucher : Renata
- Rosalee Jacques : Ophélie Poliquin
- Janique Kearns : Madeline Lebreton
- Charles-Alexandre Dubé : Christophe
- Ève Landry : Mylène
- Frédéric Blanchette : Jérôme Bouchard
- Pierre Lapointe : Lui-même
- Catherine Bégin : Simone
- Micheline Lanctôt : Pauline Nantil
- Igor Ovadis : Igor
- Jean Harvey : Marcel
- Richard Lalancette : Paul-André Sarazin
- François-Simon Poirier : Max
- Mathieu Quesnel : Jonathan
- Debbie Lynch-White : Oceaéne Riendeau
- Marie-Félixe Allard : Jannick
- Frédéric Gilles : Gilbert
- Mikhaïl Ahooja : Sébastien
- Evelyne de la Chenelière : Martine
- William Monette : Robin
- Sebastien Rajotte : Christian

## Personnages
Louise Nantel : responsable de la publicité dans une entreprise de cosmétiques doit se battre avec ses démons qui ne sont pas nécessairement plus douçâtres avec l'âge...
Estelle Polliquin : complice inséparable de Louise, elle est prête à tout pour se sortir du marasme causé par un éventail de situations loufoques. Sa devise: Tout pour ma Loulou!

## Épisodes
1. Tomber de haut
2. La déchirure!
3. Revenir de loin
4. L'Amérindienne
5. Otage
6. Avant - Après
7. Rêver en colorama
8. Le souper
9. Renata
10. À l'insu de l'autre
11. Les liens de sang
12. Savoir rêver
13. Le crash ultime

## Commentaires
Dû aux faibles audiences, il n'y aura pas de deuxième saison.